# La Verpillière
La Verpillière là một xã thuộc tỉnh Isère, trong vùng Rhône-Alpes ở đông nam nước nước Pháp. Xã này nằm ở khu vực có độ cao từ 205-305 mét trên mực nước biển. Theo điều tra dân số năm 2006 của INSEE, xã có dân số 5982 người.
Sông Bourbre chảy theo hướng tây bắc qua phía bắc thị trấn.